# Canton de Limay
Le canton de Limay est une circonscription électorale française située dans le département des Yvelines et la région Île-de-France.

## Géographie
C'est un territoire très contrasté, à la fois industriel et rural.
Le canton de Limay, d'une superficie de 130 km2 environ, comprend deux parties nettement différentes :
- le long de la Seine, une plaine alluviale étroite et basse correspondant au lit majeur du fleuve ;
- plus au nord, une partie vallonnée, d'une altitude variant de 150 à 200 m, correspondant au sud du Vexin français. Cette partie est d'ailleurs comprise dans le périmètre du parc naturel régional du Vexin français.

## Histoire
- De 1833 à 1848, les cantons de Limay et de Magny-en-Vexin avaient le même conseiller général. Le nombre de conseillers généraux était limité à 30 par département[5].

À la suite du redécoupage cantonal de 2014, les limites territoriales du canton sont remaniées. Le nombre de communes du canton passe de 17 à 20.

## Représentation

### Conseillers généraux de 1833 à 1967 (Seine-et-Oise) et de 1967 à 2015 (Yvelines)
| Période         | Période          | Identité                                 | Étiquette             | Qualité |
| --------------- | ---------------- | ---------------------------------------- | --------------------- | --- |
| 1833            | 1842             | Jean Germain Feuilloley                  |                       | Propriétaire à Magny Chef de bataillon de la Garde Nationale Ancien commissaire de marine à Rochefort (Charente-Inférieure)                                              |
| 1842            | 1848             | Guillaume Feuilloley (fils du précédent) |                       | Propriétaire et juge de paix à Magny-en-Vexin |
| 1848            | 1870 (décès)     | Pierre Jules Baroche                     | Opposition dynastique | Sénateur (1864-1870), propriétaire à Juziers Ministre (entre 1850 et 1860) Membre du Conseil Privé Président du Conseil d'État Député de Charente-Inférieure (1847-1851) |
| 1871            | 1906 (décès)     | Paul Maret                               | Centre gauche         | Maire de Brueil-en-Vexin Sénateur (1891-1906) Président du Conseil Général                                                                                               |
| 1907            | 1927 (décès)     | Léon Vinaver                             | Rad.                  | Médecin à Limay |
| 1927            | 1928             | Paul Lefébure                            | Union nationale       | Propriétaire du Château des Célestins à Limay |
| 1928            | 1934             | André Lecoq                              | Rad.                  | Épicier Maire de Limay (1925-1944), conseiller d'arrondissement |
| 1934            | 1940             | André Lefébure                           | URD                   | Propriétaire du Château des Célestins à Limay et rue de Logelbach à Paris Adjoint au maire de Limay Nommé conseiller départemental en 1943                               |
|                 |                  |                                          |                       | |
| 1945            | 1964             | André Lecoq                              | Rad.                  | Commerçant Maire de Limay (1945-1959) Suppléant du député Jean-Paul David (1958-1962)                                                                                    |
| 1964            | 1979             | Maurice Quettier                         | PCF                   | Instituteur Maire de Limay (1977-1995) Député (1967-1968) |
| 1979            | 2002 (démission) | André Samitier                           | DVD puis app. UMP     | Instituteur Maire de Gargenville (1971-2004) Suppléant de Pierre Bédier - Député (2002-2004)                                                                             |
| 13 octobre 2002 | 2015             | Jacques Saint-Amaux                      | PCF                   | Ajusteur retraité Maire de Limay (1995-2010) |

### Conseillers d'arrondissement (de 1833 à 1940)
| Période                                  | Période      | Identité                     | Étiquette                | Qualité |
| ---------------------------------------- | ------------ | ---------------------------- | ------------------------ | --- |
| 1833                                     | 1845         | Pierre Jean Deschamps        |                          | Notaire honoraire, maire de Gargenville                                                                     |
| 1845                                     | 1848         | Pierre Scelle (1804-1877)    |                          | Juge de paix de Limay                                                                                       |
| 1848                                     | 1871         | Isidor Roussel (1800-1873)   |                          | Entrepreneur, maire de Lainville (1838-1883)                                                                |
| 1871                                     | 1892         | Emile Charles Leblanc        |                          | Notaire à Limay, Président du Conseil d'arrondissement                                                      |
| 1892                                     | 1895 (décès) | Adolphe Langlois (1830-1895) |                          | Ouvrier tailleur de pierres, ancien maire de Limay (1881-1887)                                              |
| 1895                                     | 1907         | Jean Fontaine                |                          | Instituteur, maire de Brueil-en-Vexin                                                                       |
| 1907                                     | 1913         | Emile-Barthélemy Gibert      |                          | Marchand de vins, maire de Juziers                                                                          |
| 1913                                     | 1924         | Georges Cabit                | Républicain progressiste | Cultivateur à Fontenay-Saint-Père                                                                           |
| 1924                                     | 1928         | André Lecoq (1890-1968)      | Radical                  | Propriétaire, maire de Limay (1925-1944)                                                                    |
| 1928                                     | 1940         | Clair Desportes              | Radical Parti frontiste  | Propriétaire , maire de Guernes                                                                             |
| 1940                                     |              |                              |                          | Les conseils d'arrondissement ont été suspendus par la loi du 12 octobre 1940 et n'ont jamais été réactivés |
| Les données manquantes sont à compléter. |              |                              |                          | |

### Conseillers départementaux à partir de 2015
| Période élective | Période élective | Mandat | Mandat   | Identité        | Nuance | Nuance | Qualité |
| ---------------- | ---------------- | ------ | -------- | --------------- | ------ | ------ | --- |
| 2015             | 2021             | 2015   | 2021     | Cécile Dumoulin |        | LR     | Vétérinaire Maire-adjointe de Mantes-la-Jolie Ancienne députée (2009-2012) 8ème Vice-présidente déléguée aux collèges |
| 2015             | 2021             | 2015   | 2021     | Guy Muller      |        | LR     | Directeur des ventes retraité Maire d'Épône                                                                           |
| 2021             | 2028             | 2021   | en cours | Cécile Dumoulin |        | LR     | Conseillère sortante, 6e Vice-présidente déléguée aux Collèges et au Numérique scolaire                               |
| 2021             | 2028             | 2021   | en cours | Guy Muller      |        | LR     | Conseiller sortant, maire d'Épône jusqu'en 2023                                                                       |

### Résultats détaillés
| Candidat       | Candidat                     | Parti                      | Premier tour | Premier tour | Second tour | Second tour |  |
| Candidat       | Candidat                     | Parti                      | Voix         | %            | Voix        | %           |  |
| -------------- | ---------------------------- | -------------------------- | ------------ | ------------ | ----------- | ----------- |  |
|                | André Samitier sortant réélu | Divers droite              | 5 673        | 39,32        | 8 857       | 71,82       |  |
|                | Jean-Louis d'Andre           | FN                         | 3 266        | 22,64        | 3 476       | 28,18       |  |
|                | Jean Colin                   | Les Verts                  | 1 981        | 13,73        |             |             |  |
|                | Gabriel Lucas                | Divers gauche (Maj. prés.) | 1 816        | 12,59        |             |             |  |
|                | Jacques Saint-Amaux          | PCF                        | 1 691        | 11,72        |             |             |  |
|                |                              |                            |              |              |             |             |  |
| Inscrits       | Inscrits                     | Inscrits                   | 20 821       | 100,00       | 20 820      | 100,00      |  |
| Abstentions    | Abstentions                  | Abstentions                | 5 810        | 27,9         | 7 030       | 33,77       |  |
| Votants        | Votants                      | Votants                    | 15 011       | 72,1         | 13 790      | 66,23       |  |
| Blancs et nuls | Blancs et nuls               | Blancs et nuls             | 584          | 3,89         | 1 457       | 10,57       |  |
| Exprimés       | Exprimés                     | Exprimés                   | 14 427       | 96,11        | 12 333      | 89,43       |  |

| Candidat          | Candidat                | Parti          | Premier tour | Premier tour | Second tour | Second tour |  |
| Candidat          | Candidat                | Parti          | Voix         | %            | Voix        | %           |  |
| ----------------- | ----------------------- | -------------- | ------------ | ------------ | ----------- | ----------- |  |
|                   | Jacques Saint-Amaux élu | PCF            | 2 130        | 27,26        | 3 892       | 50,76       |  |
|                   | Samuel Boureille        | Divers         | 2 074        | 26,54        | 3 775       | 49,24       |  |
|                   | Danièle Samitier        | Divers droite  | 1 652        | 21,14        |             |             |  |
|                   | Hélène d'André          | FN             | 824          | 10,54        |             |             |  |
|                   | Guy Behague             | PS             | 569          | 7,28         |             |             |  |
|                   | Marc Ferry              | Divers         | 334          | 4,27         |             |             |  |
|                   | Jean-François Colin     | Les Verts      | 232          | 2,97         |             |             |  |
|                   |                         |                |              |              |             |             |  |
| Inscrits          | Inscrits                | Inscrits       | 24 625       | 100,00       | 24 622      | 100,00      |  |
| Abstentions       | Abstentions             | Abstentions    | 16 654       | 67,63        | 16 600      | 67,42       |  |
| Votants           | Votants                 | Votants        | 7 971        | 32,37        | 8 022       | 32,58       |  |
| Blancs et nuls    | Blancs et nuls          | Blancs et nuls | 156          | 1,96         | 355         | 4,43        |  |
| Exprimés          | Exprimés                | Exprimés       | 7 815        | 98,04        | 7 667       | 95,57       |  |
| Source : Le Monde |                         |                |              |              |             |             |  |

| Candidat       | Candidat                          | Parti          | Premier tour | Premier tour | Second tour | Second tour |  |
| Candidat       | Candidat                          | Parti          | Voix         | %            | Voix        | %           |  |
| -------------- | --------------------------------- | -------------- | ------------ | ------------ | ----------- | ----------- |  |
|                | Jacques Saint-Amaux sortant réélu | PCF            | 6 213        | 40,83        | 8 227       | 50,99       |  |
|                | Bruno Caffin                      | UMP            | 3 086        | 20,28        | 5 273       | 32,68       |  |
|                | Hélène d'Andre                    | FN             | 2 719        | 17,87        | 2 636       | 16,34       |  |
|                | Martine Chevalier                 | Divers         | 1 592        | 10,46        |             |             |  |
|                | Pascal Casimir Perrier            | UDF            | 770          | 5,06         |             |             |  |
|                | Marie-Louisa Georges              | Extrême gauche | 512          | 3,36         |             |             |  |
|                | Gérard Flament                    | Extrême droite | 324          | 2,13         |             |             |  |
|                |                                   |                |              |              |             |             |  |
| Inscrits       | Inscrits                          | Inscrits       | 24 989       | 100,00       | 24 985      | 100,00      |  |
| Abstentions    | Abstentions                       | Abstentions    | 9 131        | 36,54        | 8 267       | 33,09       |  |
| Votants        | Votants                           | Votants        | 15 858       | 63,46        | 16 718      | 66,91       |  |
| Blancs et nuls | Blancs et nuls                    | Blancs et nuls | 642          | 4,05         | 582         | 3,48        |  |
| Exprimés       | Exprimés                          | Exprimés       | 15 216       | 95,95        | 16 136      | 96,52       |  |

| Candidat                          | Candidat                          | Parti                | Premier tour | Premier tour | Second tour | Second tour |  |
| Candidat                          | Candidat                          | Parti                | Voix         | %            | Voix        | %           |  |
| --------------------------------- | --------------------------------- | -------------------- | ------------ | ------------ | ----------- | ----------- |  |
|                                   | Jacques Saint-Amaux sortant réélu | FG (PCF)             | 4 505        | 44,75        | 7 050       | 67,65       |  |
|                                   | William Cardon                    | FN                   | 2 213        | 21,98        | 3 371       | 32,35       |  |
|                                   | Raphaël Cognet                    | UMP                  | 1 956        | 19,43        |             |             |  |
|                                   | Cédric Gouy                       | EÉLV                 | 1 058        | 10,51        |             |             |  |
|                                   | Maurice Martin                    | Extrême gauche (POI) | 169          | 1,69         |             |             |  |
|                                   | Robert Gronoff                    | Divers droite (DLR)  | 166          | 1,65         |             |             |  |
|                                   |                                   |                      |              |              |             |             |  |
| Inscrits                          | Inscrits                          | Inscrits             | 27 909       | 100,00       | 27 909      | 100,00      |  |
| Abstentions                       | Abstentions                       | Abstentions          | 17 581       | 62,99        | 16 593      | 59,45       |  |
| Votants                           | Votants                           | Votants              | 10 328       | 37,01        | 11 316      | 40,55       |  |
| Blancs et nuls                    | Blancs et nuls                    | Blancs et nuls       | 261          | 2,53         | 895         | 7,91        |  |
| Exprimés                          | Exprimés                          | Exprimés             | 10 067       | 97,47        | 10 421      | 92,09       |  |
| Source : Ministère de l'Intérieur |                                   |                      |              |              |             |             |  |

#### Élections de mars 2015
À l'issue du 1er tour des élections départementales de 2015, deux binômes sont en ballottage : Cécile Dumoulin et Guy Muller (Union de la Droite, 28,09 %) et Monique Fuhrer-Moguerou et François Simeoni (FN, 27,1 %). Le taux de participation est de 46,2 % (16 946 votants sur 36 678 inscrits) contre 45,34 % au niveau départemental et 50,17 % au niveau national.
Au second tour, Cécile Dumoulin et Guy Muller (Union de la Droite) sont élus avec 61,1 % des suffrages exprimés et un taux de participation de 45,36 % (9 151 voix pour 16 638 votants et 36 678 inscrits).

#### Élections de juin 2021
Le premier tour des élections départementales de 2021 est marqué par un très faible taux de participation (33,26 % au niveau national). Dans le canton de Limay, ce taux de participation est de 29,53 % (11 057 votants sur 37 445 inscrits) contre 33,61 % au niveau départemental. À l'issue de ce premier tour, deux binômes sont en ballottage : Cécile Dumoulin et Guy Muller (LR, 37,45 %) et Djamel Nedjar et Catherine Potier (Union à gauche avec des écologistes, 26,61 %).
Le second tour des élections est marqué une nouvelle fois par une abstention massive équivalente au premier tour. Les taux de participation sont de 34,36 % au niveau national, 35,23 % dans le département et 30,89 % dans le canton de Limay. Cécile Dumoulin et Guy Muller (LR) sont élus avec 61,79 % des suffrages exprimés (6 597 voix pour 11 572 votants et 37 456 inscrits),,.

## Composition

### Composition avant 2015
Le canton de Limay  comprenait 17 communes.
| Nom                     | Code Insee | Codepostal | Superficie (km2) | Population (dernière pop. légale) | Densité (hab./km2) |
| ----------------------- | ---------- | ---------- | ---------------- | --------------------------------- | ------------------ |
| Limay (chef-lieu)       | 78335      | 78520      | 11,48            | 16 128 (2012)                     | 1 405              |
| Brueil-en-Vexin         | 78113      | 78440      | 7,34             | 679 (2012)                        | 93                 |
| Drocourt                | 78202      | 78440      | 3,84             | 546 (2012)                        | 142                |
| Follainville-Dennemont  | 78239      | 78520      | 9,69             | 1 857 (2012)                      | 192                |
| Fontenay-Saint-Père     | 78246      | 78440      | 13,06            | 990 (2012)                        | 76                 |
| Gargenville             | 78267      | 78440      | 8,67             | 6 824 (2012)                      | 787                |
| Guernes                 | 78290      | 78520      | 8,54             | 1 032 (2012)                      | 121                |
| Guitrancourt            | 78296      | 78440      | 7,32             | 651 (2012)                        | 89                 |
| Issou                   | 78314      | 78440      | 4,80             | 4 455 (2012)                      | 928                |
| Jambville               | 78317      | 78440      | 4,81             | 831 (2012)                        | 173                |
| Juziers                 | 78327      | 78820      | 9,88             | 3 817 (2012)                      | 386                |
| Lainville-en-Vexin      | 78329      | 78440      | 7,67             | 824 (2012)                        | 107                |
| Montalet-le-Bois        | 78416      | 78440      | 3,01             | 340 (2012)                        | 113                |
| Oinville-sur-Montcient  | 78460      | 78250      | 3,87             | 1 107 (2012)                      | 286                |
| Porcheville             | 78501      | 78440      | 4,62             | 3 094 (2012)                      | 670                |
| Sailly                  | 78536      | 78440      | 5,45             | 381 (2012)                        | 70                 |
| Saint-Martin-la-Garenne | 78567      | 78520      | 15,75            | 943 (2012)                        | 60                 |

### Composition depuis 2015
Le canton de Limay comprend désormais 20 communes.
| Nom                           | Code Insee | Intercommunalité             | Superficie (km2) | Population (dernière pop. légale) | Densité (hab./km2) | Modifier                                    |
| ----------------------------- | ---------- | ---------------------------- | ---------------- | --------------------------------- | ------------------ | ------------------------------------------- |
| Limay (bureau centralisateur) | 78335      | CU Grand Paris Seine et Oise | 11,48            | 17 584 (2022)                     | 1 532              | modifier les données · modifier les données |
| Brueil-en-Vexin               | 78113      | CU Grand Paris Seine et Oise | 7,34             | 667 (2022)                        | 91                 | modifier les données · modifier les données |
| Drocourt                      | 78202      | CU Grand Paris Seine et Oise | 3,84             | 556 (2022)                        | 145                | modifier les données · modifier les données |
| Épône                         | 78217      | CU Grand Paris Seine et Oise | 12,77            | 6 778 (2022)                      | 531                | modifier les données · modifier les données |
| La Falaise                    | 78230      | CU Grand Paris Seine et Oise | 3,00             | 616 (2022)                        | 205                | modifier les données · modifier les données |
| Follainville-Dennemont        | 78239      | CU Grand Paris Seine et Oise | 9,69             | 2 178 (2022)                      | 225                | modifier les données · modifier les données |
| Fontenay-Saint-Père           | 78246      | CU Grand Paris Seine et Oise | 13,06            | 955 (2022)                        | 73                 | modifier les données · modifier les données |
| Gargenville                   | 78267      | CU Grand Paris Seine et Oise | 8,67             | 7 848 (2022)                      | 905                | modifier les données · modifier les données |
| Guernes                       | 78290      | CU Grand Paris Seine et Oise | 8,54             | 1 085 (2022)                      | 127                | modifier les données · modifier les données |
| Guitrancourt                  | 78296      | CU Grand Paris Seine et Oise | 7,32             | 642 (2022)                        | 88                 | modifier les données · modifier les données |
| Issou                         | 78314      | CU Grand Paris Seine et Oise | 4,80             | 3 858 (2022)                      | 804                | modifier les données · modifier les données |
| Jambville                     | 78317      | CU Grand Paris Seine et Oise | 4,81             | 777 (2022)                        | 162                | modifier les données · modifier les données |
| Juziers                       | 78327      | CU Grand Paris Seine et Oise | 9,88             | 4 040 (2022)                      | 409                | modifier les données · modifier les données |
| Lainville-en-Vexin            | 78329      | CU Grand Paris Seine et Oise | 7,67             | 807 (2022)                        | 105                | modifier les données · modifier les données |
| Mézières-sur-Seine            | 78402      | CU Grand Paris Seine et Oise | 10,42            | 3 874 (2022)                      | 372                | modifier les données · modifier les données |
| Montalet-le-Bois              | 78416      | CU Grand Paris Seine et Oise | 3,01             | 321 (2022)                        | 107                | modifier les données · modifier les données |
| Oinville-sur-Montcient        | 78460      | CU Grand Paris Seine et Oise | 3,87             | 1 113 (2022)                      | 288                | modifier les données · modifier les données |
| Porcheville                   | 78501      | CU Grand Paris Seine et Oise | 4,62             | 3 167 (2022)                      | 685                | modifier les données · modifier les données |
| Sailly                        | 78536      | CU Grand Paris Seine et Oise | 5,45             | 335 (2022)                        | 61                 | modifier les données · modifier les données |
| Saint-Martin-la-Garenne       | 78567      | CU Grand Paris Seine et Oise | 15,75            | 947 (2022)                        | 60                 | modifier les données · modifier les données |
| Canton de Limay               | 7807       |                              | 155,99           | 58 148 (2022)                     | 373                | modifier les données                        |

## Démographie

### Démographie avant 2015
| 1962   | 1968   | 1975   | 1982   | 1990   | 1999   | 2006   | 2011   | 2012   |
| ------ | ------ | ------ | ------ | ------ | ------ | ------ | ------ | ------ |
| 16 423 | 21 114 | 25 602 | 29 257 | 35 260 | 40 738 | 42 818 | 44 634 | 44 499 |

### Démographie depuis 2015
En 2022, le canton comptait 58 148 habitants, en évolution de +3,88 % par rapport à 2016 (Yvelines : +2,72 %, France hors Mayotte : +2,11 %).
| 2013   | 2018   | 2022   |
| ------ | ------ | ------ |
| 55 127 | 56 848 | 58 148 |

## Économie
En bordure de Seine, le territoire est fortement urbanisé, dans lequel alternent les zones résidentielles et les industries. Il forme une agglomération quasi-continue de Follainville-Dennemont à l'ouest jusqu'à Juziers à l'est, et qui se poursuit au-delà vers Meulan et Poissy.  On y trouve les grandes voies de communications : route départementale D191, voie ferrée Paris-Mantes de la rive nord de la Seine, installations portuaires privées ou publiques, dont le port fluvio-maritime de Limay-Porcheville qui dépend du Port autonome de Paris.
C'est là que se trouvent les zones industrielles, avec  notamment la cimenterie de Gargenville-Juziers, le dépôt pétrolier (ex-raffinerie) d'Issou-Gargenville, la centrale thermique de Porcheville, l'aciérie électrique Alpa de Limay, et diverses industries, dont des centres de traitement de déchets industriels et des carrières.
La partie nord du canton, entièrement comprise dans le parc naturel régional, très boisée, plus faiblement peuplée, est vouée à l'agriculture traditionnelle et à la sylviculture, à l'artisanat et au tourisme.